# Václav Nedomanský
Temple de la renommée : 2019
Temple de la renommée de l'IIHF : 1997
Temple de la renommée slovaque : 2002
Václav Nedomanský, né le 14 mars 1944 à Hodonín en Tchécoslovaquie, est un joueur professionnel de hockey sur glace, connu comme étant le tout premier joueur à quitter un des pays du bloc communiste pour venir jouer en Amérique du Nord. Il pouvait jouer indifféremment centre ou ailier.

## Carrière

### En Tchécoslovaquie
Nedomanský défendit les couleurs du TJ Slovan CHZJD Bratislava du championnat de Tchécoslovaquie pendant douze saisons de 1962 à 1974. Il fut meilleur buteur du championnat en 1967, 1971, 1972  et 1974.
Il fut aussi un élément-clé de l'équipe de Tchécoslovaquie, aidant son pays à remporter l'argent aux Jeux olympiques d'hiver de 1968 à Grenoble et le bronze à l'édition de 1972 à Sapporo. Il prit aussi part à neuf championnats du monde, remportant celui de 1972 et étant nommé meilleur attaquant du tournoi de 1974. Il détient le record du nombre de buts en équipe de Tchécoslovaquie avec 163.

### En Amérique du Nord
Nedomanský quitta la Tchécoslovaquie en 1974 via la Suisse en compagnie de son coéquipier en équipe nationale Richard Farda. Ce départ l'empêcha de remettre les pieds sur sa terre natale avant la chute du Rideau de fer.
Il ne joua qu'un peu plus de trois saisons dans l'Association mondiale de hockey avec les Toros de Toronto et les Bulls de Birmingham, obtenant sa meilleure saison en 1975-1976, avec une production de 56 buts et 98 points, remportant le trophée Paul-Deneau. Il fit ensuite le saut dans la Ligue nationale de hockey, signant comme agent libre avec les Red Wings de Détroit en 1977. Au terme de cinq saisons avec les Wings, il passa une dernière saison dans la ligue avec les Blues de Saint-Louis et les Rangers de New York avant de prendre sa retraite en 1983.

## L'après-carrière
Nedomanský entraîna brièvement l'équipe de Schwenningen en Allemagne en 1987-88. Aujourd'hui, ce Tchèque qui dit vivre pour la Slovaquie entraîne l'Équipe de Slovaquie de hockey sur glace en Amérique.
Nedomanský est membre du Temple de la renommée de la Fédération internationale de hockey sur glace (IIHF) depuis 1997 et de celui de la fédération slovaque, le Hokejová sieň slávy depuis 2002.

## Statistiques
| Saison    | Équipe                     | Ligue       |    | Saison régulière | Saison régulière | Saison régulière | Saison régulière | Saison régulière |   | Séries éliminatoires | Séries éliminatoires | Séries éliminatoires | Séries éliminatoires | Séries éliminatoires |
| Saison    | Équipe                     | Ligue       | PJ | B                | A                | Pts              | Pun              | PJ               | B | A                    | Pts                  | Pun                  |                      |                      |
| 1962-63   | TJ Slovan CHZJD Bratislava | 1.liga tch. |    |                  |                  |                  |                  |                  |   |                      |                      |                      |                      |                      |
| 1963-64   | TJ Slovan CHZJD Bratislava | 1.liga      |    |                  |                  |                  |                  |                  |   |                      |                      |                      |                      |                      |
| 1964-65   | TJ Slovan CHZJD Bratislava | 1.liga      |    |                  |                  |                  |                  |                  |   |                      |                      |                      |                      |                      |
| 1965-66   | TJ Slovan CHZJD Bratislava | 1.liga      |    |                  |                  |                  |                  |                  |   |                      |                      |                      |                      |                      |
| 1966-67   | TJ Slovan CHZJD Bratislava | 1.liga      |    |                  |                  |                  |                  |                  |   |                      |                      |                      |                      |                      |
| 1967-68   | TJ Slovan CHZJD Bratislava | 1.liga      |    |                  |                  |                  |                  |                  |   |                      |                      |                      |                      |                      |
| 1968-1969 | TJ Slovan CHZJD Bratislava | 1.liga      |    |                  |                  |                  |                  |                  |   |                      |                      |                      |                      |                      |
| 1969-70   | TJ Slovan CHZJD Bratislava | 1.liga      |    |                  |                  |                  |                  |                  |   |                      |                      |                      |                      |                      |
| 1970-71   | TJ Slovan CHZJD Bratislava | 1.liga      |    |                  |                  |                  |                  |                  |   |                      |                      |                      |                      |                      |
| 1971-72   | TJ Slovan CHZJD Bratislava | 1.liga      |    |                  |                  |                  |                  |                  |   |                      |                      |                      |                      |                      |
| 1972-73   | TJ Slovan CHZJD Bratislava | 1.liga      |    |                  |                  |                  |                  |                  |   |                      |                      |                      |                      |                      |
| 1973-74   | TJ Slovan CHZJD Bratislava | 1.liga      |    |                  |                  |                  |                  |                  |   |                      |                      |                      |                      |                      |
| 1974-1975 | Toros de Toronto           | AMH         | 78 | 41               | 40               | 81               | 19               | 6                | 3 | 1                    | 4                    | 9                    |                      |                      |
| 1975-1976 | Toros de Toronto           | AMH         | 81 | 56               | 42               | 98               | 8                |                  |   |                      |                      |                      |                      |                      |
| 1976-1977 | Birmingham Bulls           | AMH         | 81 | 36               | 33               | 69               | 10               |                  |   |                      |                      |                      |                      |                      |
| 1977-1978 | Birmingham Bulls           | AMH         | 12 | 2                | 3                | 5                | 6                |                  |   |                      |                      |                      |                      |                      |
| 1977-1978 | Red Wings de Détroit       | LNH         | 63 | 11               | 17               | 28               | 2                | 7                | 3 | 5                    | 8                    | 0                    |                      |                      |
| 1978-1979 | Red Wings de Détroit       | LNH         | 80 | 38               | 35               | 73               | 19               |                  |   |                      |                      |                      |                      |                      |
| 1979-1980 | Red Wings de Détroit       | LNH         | 79 | 35               | 39               | 74               | 13               |                  |   |                      |                      |                      |                      |                      |
| 1980-1981 | Red Wings de Détroit       | LNH         | 74 | 12               | 20               | 32               | 30               |                  |   |                      |                      |                      |                      |                      |
| 1981-1982 | Red Wings de Détroit       | LNH         | 68 | 12               | 28               | 40               | 22               |                  |   |                      |                      |                      |                      |                      |
| 1983-1983 | Blues de Saint-Louis       | LNH         | 22 | 2                | 9                | 11               | 2                |                  |   |                      |                      |                      |                      |                      |
| 1983-1983 | Rangers de New York        | LNH         | 35 | 12               | 8                | 20               | 0                |                  |   |                      |                      |                      |                      |                      |

### En équipe nationale
| Année | Évènement |    | PJ | B | A  | Pts | Pun                                             |  | Résultat |
| 1965  | CM        | 7  | 4  | 2 | 6  | 2   | Médaille de bronze                              |  |          |
| 1966  | CM        | 7  | 5  | 2 | 7  | 8   | Médaille d'argent                               |  |          |
| 1968  | JO        | 7  | 5  | 2 | 7  | 4   | Médaille d'argent                               |  |          |
| 1969  | CM        | 10 | 9  | 2 | 11 | 10  | Médaille de bronze                              |  |          |
| 1970  | CM        | 10 | 10 | 7 | 17 | 11  | Médaille de bronze                              |  |          |
| 1971  | CM        | 10 | 8  | 0 | 8  | 0   | Meilleur buteur et pointeur · Médaille d'argent |  |          |
| 1972  | CM        | 9  | 9  | 6 | 15 | 0   | Meilleur buteur et pointeur · Médaille d'or     |  |          |
| 1972  | JO        |    | 6  | 3 | 9  |     | Médaille de bronze                              |  |          |
| 1973  | CM        | 10 | 9  | 3 | 12 | 2   | Médaille de bronze                              |  |          |
| 1974  | CM        | 10 | 10 | 3 | 13 | 4   | Meilleur buteur et pointeur · Médaille d'argent |  |          |